# Burcu Özberk
Burcu Özberk (* 11. Dezember 1989 in Eskişehir) ist eine türkische Schauspielerin.

## Leben und Karriere
Özberk wurde am 11. Dezember 1989 in Eskişehir geboren. Sie studierte an der Hacettepe-Universität. Ihr Debüt gab sie 2013 in der Fernsehserie Muhteşem Yüzyıl. 
Ihren Durchbruch hatte sie in Güneşin Kızları. Danach trat sie in dem Kinofilm Direniş Karatay auf. Dort gewann sie die Auszeichnung Türkiye Gençlik als Beste Schauspielerin. Außerdem spielte sie in zahlreichen Theaterstücken mit wie Quills und Woyzeck. In der Serie  Şahane Damat spielte Özberk die Hauptrolle. 
In den Jahren 2017 bis 2018 bekam sie Rollen in Aslan Ailem und in Badem Şekeri. Ihre nächste Hauptrolle bekam sie in der Serie Afili Aşk. Sie wurde mit dem Altın Kelebek als Beste Schauspielerin in einer Komödie ausgezeichnet. Zwischen 2021 und 2022 spielte sie in Aşk Mantık İntikam mit.

## Filmografie
Filme
- 2017: Badem Şekeri
- 2018: Direniş Karatay

Serien
- 2013–2014: Muhteşem Yüzyıl
- 2015–2016: Güneşin Kızları
- 2016: Şahane Damat
- 2017–2018: Aslan Ailem
- 2019–2020: Afili Aşk
- 2020: Çoçukluk
- 2021–2022: Aşk Mantık İntikam
- 2022: Maske Kimsin Sen?
- 2023: Ruhun Duymaz

## Theater
- Aşk Aptalı
- Woyzeck Masalı
- Marquis de Sade
- Küçük Burjuvalar
- Ayyar Hamza
- Kuş Bakışı Kabare
- Macbeth Abla
- Kırmızı Başlıklı Kız ve Yol Arkadaşları[6]

## Werbespots
- 2015: Coca-Cola
- 2015–2016: Yedigün
- 2020–2022: Arko

## Auszeichnungen

### Gewonnen
- 2019: Türkiye Gençlik Ödülleri in der Kategorie „Beste Schauspielerin in einer Film“
- 2019: 24. Altın Objektif Ödül Töreni in der Kategorie „Beste Schauspielerin in einer Komödie“[7]
- 2019: 1. Mutluluğun Adresi Farkındalık ve Sosyal  Sorumluluk Ödülleri in der Kategorie „Beste Schauspielerin“[8]
- 2019: 46. Altın Kelebek Ödülleri in der Kategorie „Beste Schauspielerin in einer Komödie“[9]
- 2020: Ayaklı Gazete Ödül Töreni in der Kategorie „Beste Schauspielerin in einer Komödie“[10]
- 2021: Magazin Gazetecileri Derneği 25. Altın Objektif Ödülleri in der Kategorie „Beste Schauspielerin in einer Komödie des Jahres“[11]

### Nominiert
- 2015: Türkiye Gençlik Ödülleri in der Kategorie „Beste Nebendarstellerin“
- 2016: Ayaklı Gazete TV Yıldızları Ödülleri in der Kategorie „Beste Schauspielerin in einer Serie“
- 2015: İstek Okulları in der Kategorie „Beste Nebendarstellerin“
- 2016: Terakki Vakfı Okulları in der Kategorie „Lobenswerte Schauspielerin“
- 2021: 47. Altın Kelebek Ödülleri in der Kategorie „Beste Schauspielerin in einer Komödie“